# Urbain II
Pour les articles homonymes, voir Châtillon, Urbain et Saint Urbain.
Urbain II (Eudes de Lagery ou Odon de Lagery ou encore Eudes de Châtillon), né à Lagery en France vers 1035, mort à Rome le 29 juillet 1099, est le 159e pape de l'Église catholique. Il est à l'origine de la première croisade, ayant lancé le 27 novembre 1095 l'appel de Clermont qui en a été le déclencheur.

## Biographie

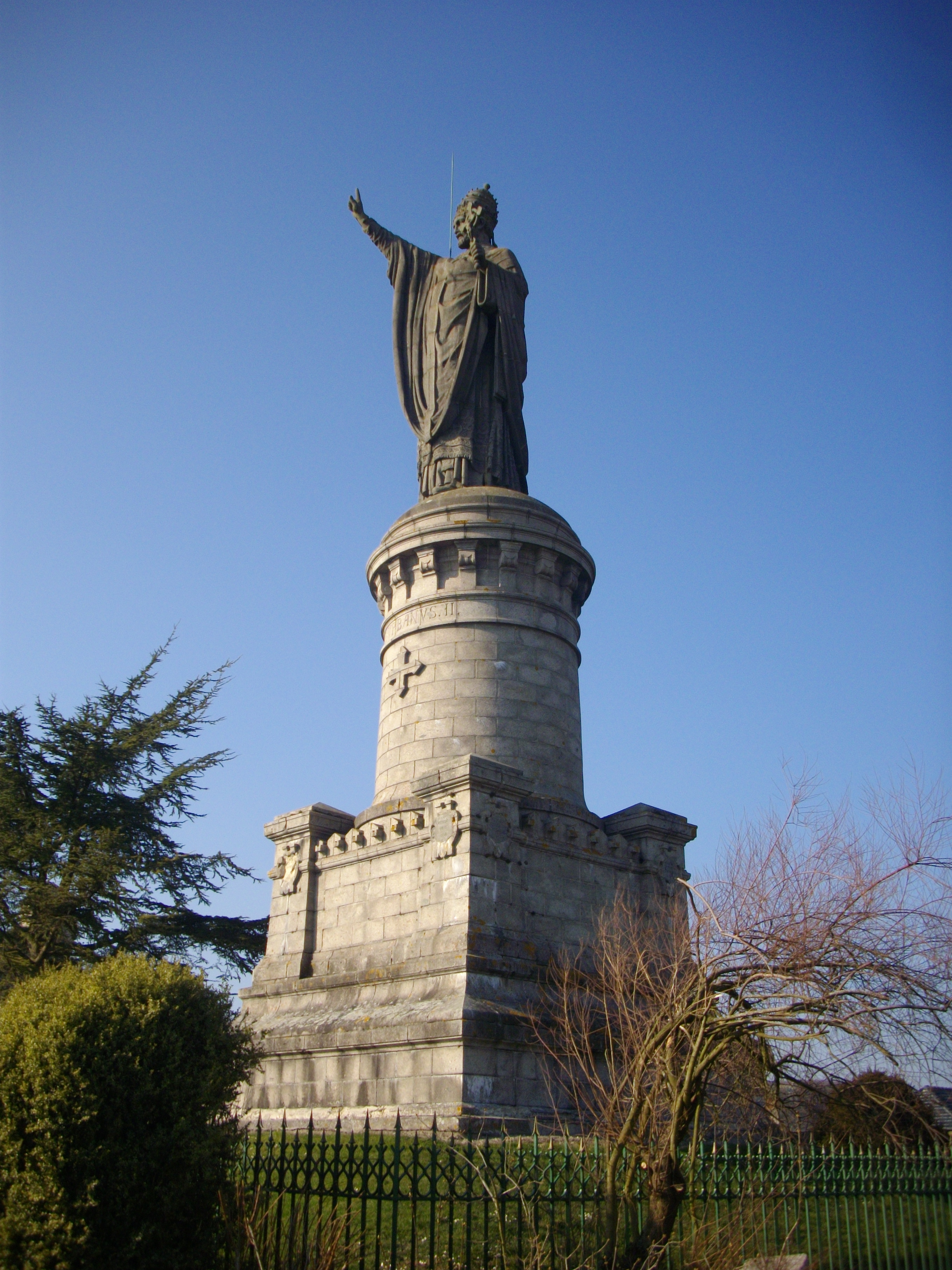
Louis Auguste Roubaud, Monument à Urbain II (1887) à Châtillon-sur-Marne, lieu présumé de sa naissance.

### Premières années
Né dans la noblesse champenoise, dans la Marne, il est le dernier fils de Miles de Châtillon (vers 975-980 † vers 1044-1076), seigneur de Châtillon et Bazoches-sur-Vesles, et d'Avenelle de Montfort (vers 988 † ?), fille d'Amauri de Montfort et de Judith de Cambrai. Son frère aîné est Gui Ier de Châtillon († après 1089), époux de Ermengarde de Choisy, puis de Miles (Milon alias Hugues), seigneur de Basoches, et juste avant lui Manassès († vers 1080), seigneur en partie de Basoches, mort sans postérité.
Eudes de Lagery est élève à Reims de l'écolâtre Bruno le Chartreux, futur fondateur des chartreux. Il reçoit la formation de moine bénédictin, il devient d'abord chanoine puis archidiacre à Reims. Il se fait ensuite moine à l'abbaye de Cluny en 1067, dont il devient le grand prieur vers 1073, sous l'abbatiat d'Hugues de Cluny. Il y reste une dizaine d'années, se forme à la politique ecclésiastique européenne et y forge ses convictions.
À la recherche de moines clunisiens pour mener sa réforme, Grégoire VII le fait venir à Rome en 1079-1080 et le nomme cardinal-évêque d'Ostie. Il devient un conseiller intime du pape, et soutient la réforme grégorienne. Celle-ci, lancée par Nicolas II et Alexandre II, voire par Léon IX, vise à rendre indépendante la papauté des pouvoirs temporels (c'est-à-dire civils). L'Église se retrouve ainsi en confrontation avec l'Empereur du Saint-Empire. L'affrontement atteint son paroxysme avec Grégoire VII, chassé de Rome et remplacé par un antipape, Clément III. Eudes est nommé légat en France et en Allemagne, dans le but de démettre Clément III, et rencontre Henri IV du Saint-Empire à cette fin en 1080, en vain.
Il préside plusieurs synodes, dont celui de Quedlinburg (1085) qui condamne les partisans de l'empereur Henri IV et de l'antipape Clément III.

### Pape sous le nom d'Urbain II

#### Successeur de Grégoire VII

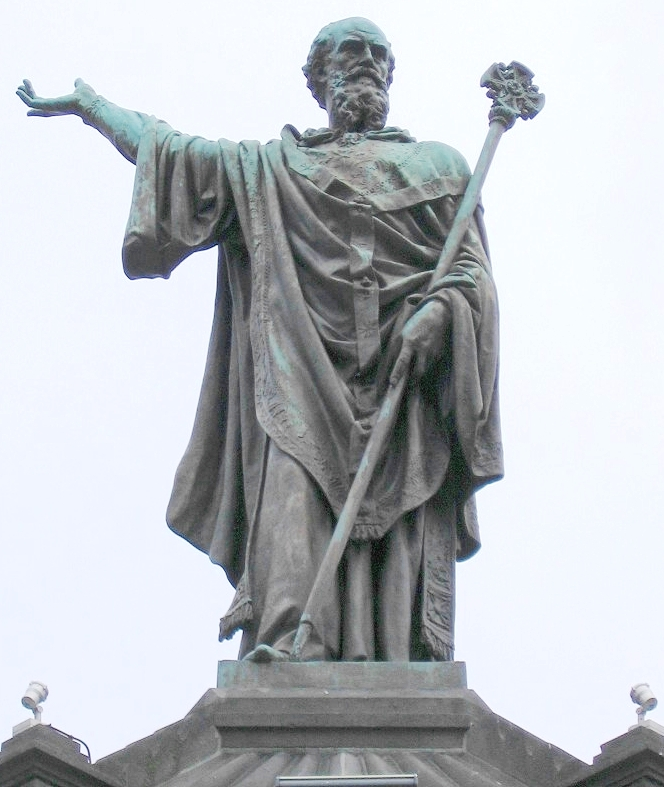
Henri Gourgouillon, statue d'Urbain II du Monument des croisades (1898), Clermont-Ferrand, place de la Victoire (Clermont-Ferrand).

Au terme du bref pontificat de Victor III, successeur de Grégoire VII, Eudes convoque les évêques partisans de la réforme grégorienne à Terracina, dans le Latium : Rome est aux mains des partisans de Clément III. Là, il est élu pape puis consacré le 12 mars 1088 sous le nom d'Urbain II. Son premier acte est d'affirmer solennellement sa fidélité à l'œuvre de Grégoire VII ; il renouvelle les condamnations de ce dernier en matière de discipline ecclésiastique : simonie (trafic de biens spirituels), nicolaïsme (« incontinence » du clergé) ou encore investiture des clercs par les laïcs.
En revanche, il se montre plus souple que Grégoire VII, notamment sur les cas de clercs ordonnés par des évêques simoniaques ou schismatiques : il considère leur ordination comme valide, s'attirant ainsi les critiques de théologiens comme Bonizo de Sutri (en), Deusdedit (en) ou Bruno de Segni. Pour rendre plus souples les condamnations, il applique la doctrine de la dispense selon Yves de Chartres. Il ménage le roi d'Angleterre Guillaume le Roux en conflit avec Anselme de Cantorbéry, l'archevêque de Cantorbéry, qui veut assurer l'indépendance de l'Église vis-à-vis du roi. Dans la même logique, il conforte la papauté en faisant des royaumes hispaniques et de la Sicile des États vassaux du Saint-Siège. Urbain II continue à s'appuyer sur l'ordre de Cluny et les souverains.
Sa position est difficile. Il ne peut rentrer à Rome, occupée par Clément III. Il séjourne alors durant 8 mois à Troina, en Sicile, sous la protection du normand Roger Ier de Sicile, qui est en train d'achever la reconquête de l'île sur les musulmans (1061–1091). Il retourne à Rome fin 1088 ou début 1089 sous escorte normande mais est chassé par Henri IV l'année suivante. Par sa politique modérée en France et en Angleterre, il crée un « parti romain » en sa faveur, isolant l'empereur. Il doit affronter personnellement le schisme du parti impérial, dont il triomphe avec l'aide de Conrad de Basse-Lotharingie, fils d'Henri IV. En 1093, Urbain II peut regagner Rome. Il achète la reddition du palais du Latran l'année suivante, et fait tomber le château Saint-Ange en 1098, parachevant ainsi sa reconquête de la ville.
Sa politique devient alors plus rigoureuse. L'exemption, qui place les abbayes sous la responsabilité directe du pape, largement pratiquée, concerne tous les établissements clunisiens. Les chanoines réguliers sont créés, les légats réutilisés, les primats instaurés. Il préside les conciles de Plaisance et de Clermont en 1095. Pendant le premier, il invalide toutes les ordinations effectuées par Guibert de Ravenne (Clément III) après sa condamnation. Il condamne également les thèses de Bérenger de Tours qui affirme, contre la thèse de la transsubstantiation, le caractère symbolique de la présence du Christ dans l'Eucharistie. Enfin, répondant à l'appel de l'empereur byzantin Alexis Ier Comnène, il exhorte les chrétiens d'Occident à défendre ceux d'Orient. La réforme grégorienne porte ses fruits. L'Église est indépendante et Clément III est isolé.
Les valeurs de l'Église s'affirment complètement dans la société féodale. L'action des rois est influencée par le serment du sacre : maintenir la justice, défendre les faibles. Les pillages, guerres privées sont combattues par la Paix de Dieu avec des ligues pour la paix, des forces de polices organisées par les évêques. Urbain II consacre la Trêve de Dieu au concile de Clermont en 1095, qui suspend la guerre aux temps consacrés.

#### Le concile de Clermont

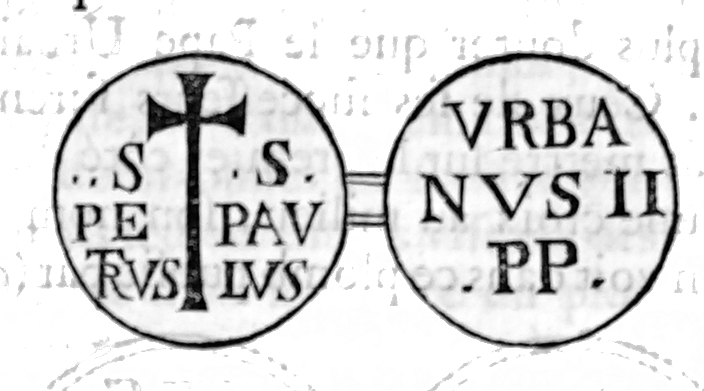
Sceau papal d'Urbain II.

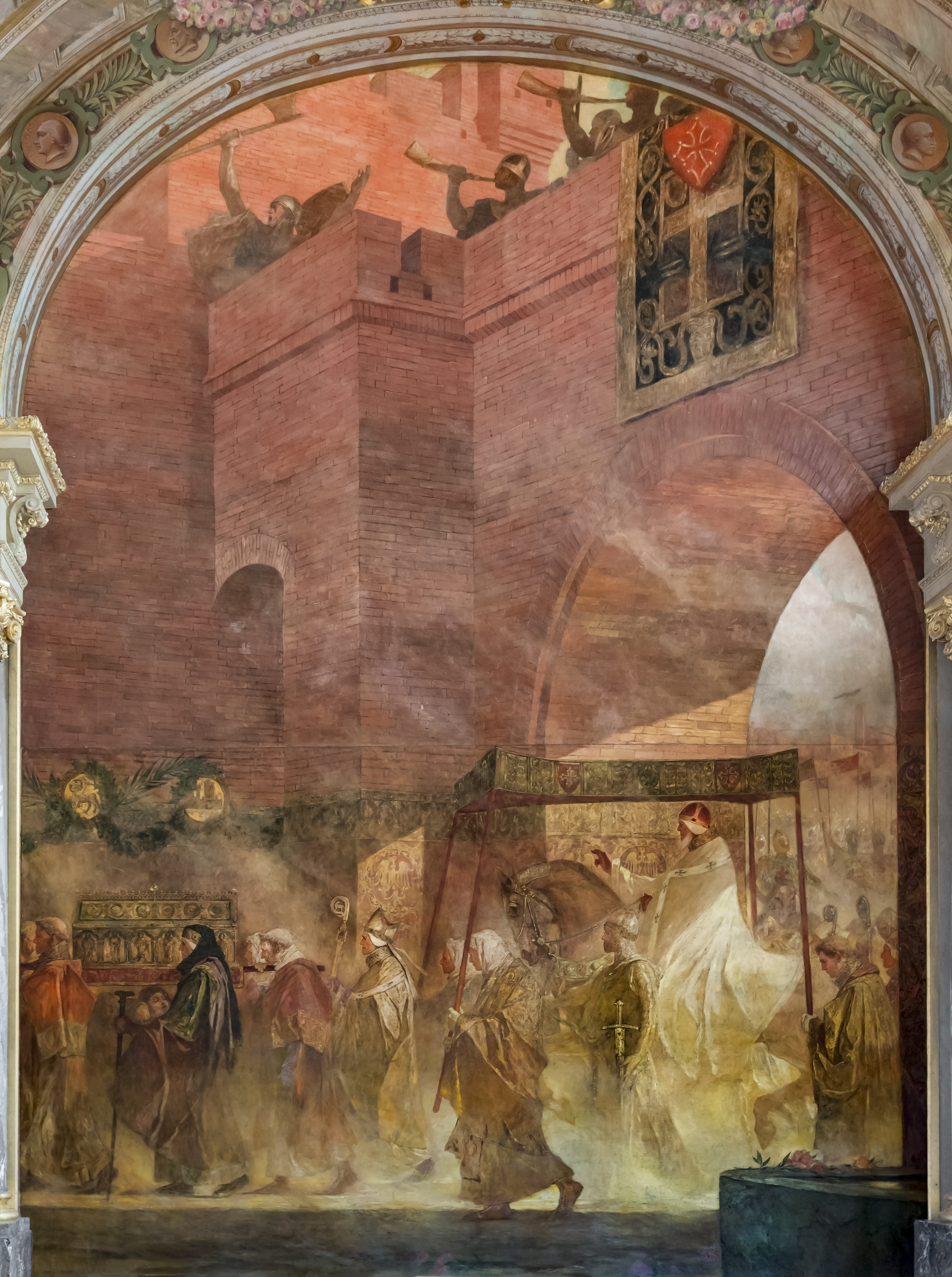
Benjamin-Constant, L'Entrée à Toulouse du pape Urbain II en 1096 (1900), Capitole de Toulouse, salle des Illustres.

À Clermont, du 18 au 26 novembre 1095, avec 13 archevêques et 225 évêques, Urbain II préside un concile dont quelques canons (c'est-à-dire des prescriptions du concile) ont été conservés. Il y réitère la condamnation de l'investiture laïque et interdit aux clercs de prêter hommage à un laïc, même au roi. Il proclame solennellement la Trêve de Dieu ou Paix de Dieu, déjà annoncée dans des synodes précédents et renouvelle l'excommunication prononcée par l'évêque Hugues de Die contre le roi de France Philippe Ier de France, pour son remariage avec Bertrade de Montfort.
Enfin, le 27 novembre, il lance l'appel à la croisade,. Plus tard, il fixera le début de la croisade au 15 août 1096 et en confiera la direction spirituelle à Adhémar de Monteil, évêque du Puy, le commandement militaire revenant à Raymond IV de Toulouse. Parallèlement, il encourage la Reconquista ou reconquête de l'Espagne occupée par les Maures.
Cet appel est l'aboutissement d'une réflexion de l'Église sur la guerre et l'existence de causes « justes ». Ce concile s'inscrit aussi dans la continuation de la réforme grégorienne et l'émancipation du pouvoir religieux sur les laïcs. Les thèmes du concile et de l'appel seront relayés par des prédicateurs comme Pierre l'Ermite, permettant le succès de la croisade.

##### Consécration de la basilique Saint-Sernin à Toulouse
Lors de son périple en 1095–1096, Urbain II prépare la première croisade en s'appuyant sur l'évêque du Puy Adhémar de Monteil et le comte de Toulouse Raymond de Saint-Gilles (tout juste comte puisque son frère Guillaume IV de Toulouse est mort environ un an auparavant et que la succession est contestée par Guillaume IX d'Aquitaine, mari de sa nièce).
Le pape commence donc son périple par Le Puy, Saint-Gilles et Clermont où a lieu le célèbre concile où il appelle solennellement à se croiser pour prendre Jérusalem aux Turcs. Il parcourt ensuite le Maine accompagné de l'évêque du Mans Hoël du Mans avant de redescendre vers Toulouse où il consacre la nouvelle église et son autel « l'année mille quatre-vingt-seizième du Seigneur, le neuvième des calendes de juin (24 mai) ». Le pape est accompagné de Raymond de Saint-Gilles et assisté des archevêques de Tolède, de Bordeaux, de Pise et de Reggio, des évêques d'Albano et de Pampelune et de dix autres. Il consacre « l'église du saint martyr Saturnin de Toulouse, évêque de Toulouse, et l'autel en l'honneur du même martyr très glorieux et du saint martyr Assiscle » et dépose « dans le même autel une très grande partie du chef du très glorieux Saturnin de Toulouse et des reliques du saint martyr Assiscle et d'autres saints et des reliques du saint confesseur Exupère de Toulouse, évêque de Toulouse ».
C'est donc à cette occasion qu'est installé l'autel sculpté par Bernard Gilduin, sans doute au-dessus du tombeau du saint, dans l'abside majeure. Et peut-être aussi les reliefs du Christ en majesté, du chérubin et du séraphin aujourd'hui placés dans et autour de la fenêtre axiale murée de la crypte supérieure.
La consécration et le passage du pape sont aussi l'occasion pour les chanoines de marquer quelques points dans leur longue lutte contre le parti du comte et de l'évêque : ainsi du retour de l'Église Saint-Pierre de Blagnac en leur possession (elle avait été donnée à Moissac par le comte en 1070–1071. Et de la confirmation par Urbain II de leurs « droits, possessions, revenus et statuts ».
Raymond de Saint-Gilles partira ensuite pour la première croisade dont il sera l'un des acteurs majeurs, absence dont profite aussitôt Guillaume IX d'Aquitaine pour occuper Toulouse en 1097. Occasion pour les chanoines de Saint-Sernin de manifester une fois de plus leur indépendance et leur opposition au parti du comte et de l'évêque puisqu'ils rejoignent aussitôt le camp du duc.

### Urbain II et laReconquista
Le pape Urbain II estime que La Reconquista en Espagne a même valeur méritoire que celle dirigée vers l'Orient. Les Espagnols sont même invités par le pape à combattre plutôt contre les Sarrasins en Espagne. Il estime en effet que ceux qui combattent les Sarrasins participent à l'action divine de reconquête et de restauration de l'Église, c'est-à-dire de la Chrétienté. En 1088, dans une lettre à l'archevêque de Tolède, Bernard de Sédirac, il y rappelle le passé glorieux de cette ville puis la domination des Sarrasins et la perte de liberté des Chrétiens pendant trois cent soixante dix-ans.
La même année, le pape écrit cette fois ci à l'évêque de Huesca, à peu près dans les mêmes termes pour rendre louanges et grâces à Dieu. Celui qui a permis aux forces chrétiennes de battre les Sarrasins, les Turcs en Asie, les Maures en Espagne.
Dans une autre lettre de date incertaine, le pape Urbain II s'entretient avec les comtes Catalans en ces termes :

« De même que les milites d'autres terres ont unanimement résolu de partir à l'aide de l'Église d'Asie et de libérer leurs frères de la tyrannie des Sarrasins, ainsi vous aussi, conformément à nos exhortations, efforcez-vous d'aller secourir l'Église qui est proche de vous contre les assauts des Sarrasins. Dans cette expédition si quelqu'un vient à tomber pour l'Amour de Dieu et de ses frères, qu'il ne doute pas s'acquérir ainsi le pardon de ses péchés et la vie éternelle par la grâce miséricordieuse de Dieu. Si l'un d'entre vous a résolu d'aller en Asie, qu'il s'applique plutôt à accomplir son pieux dessein ici. Car ce n'est pas faire merveille que de libérer les Chrétiens des Sarrasins en un endroit, et de les livrer ailleurs à la tyrannie et à l'oppression sarrasine. »

### Mort et postérité
Urbain II meurt à Rome le 29 juillet 1099, peu après la conquête de la ville de Jérusalem (15 juillet). Il est béatifié le 14 juillet 1881 par Léon XIII. Cependant, en 1638, au cours de travaux, on avait découvert dans une chapelle du palais du Latran, une fresque datant de 1154 où Urbain II était représenté avec le titre de saint. C'est un Bienheureux pour l'Église catholique, célébré le 29 juillet. Urbain II instaure la grande prière de l'angélus pour la conversion des musulmans.